# ПФМ-1

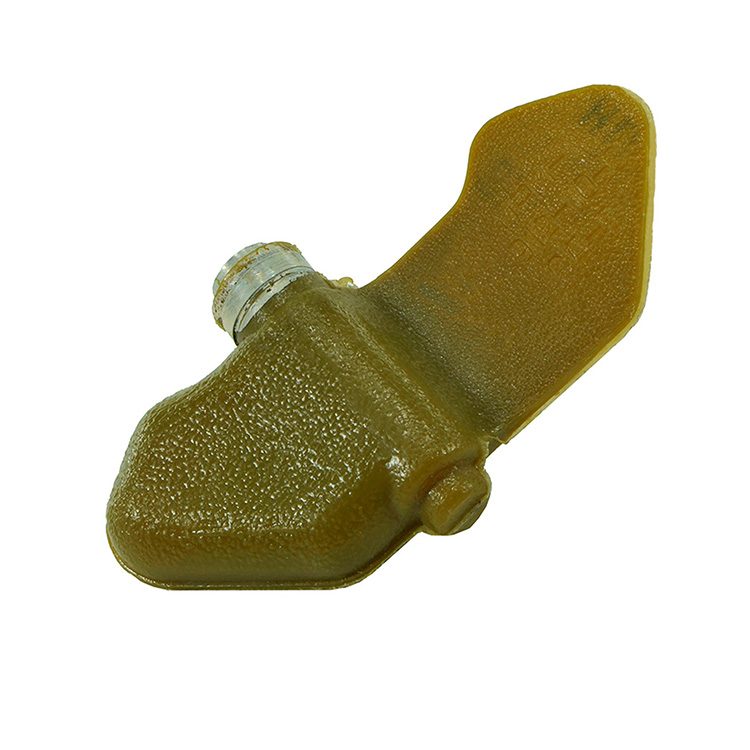
Міна ПФМ-1

ПФМ-1 (Протипіхотна фугасна міна) «Пелюстка» чи «Метелик» - Протипіхотна міна натискної дії радянського виробництва. Є майже точною копією американської міни BLU-43/B «Dragontooth». Прийнята на озброєння Радянської армії та залишається на озброєнні ЗС РФ. Заборонена Оттавською конвенцією.

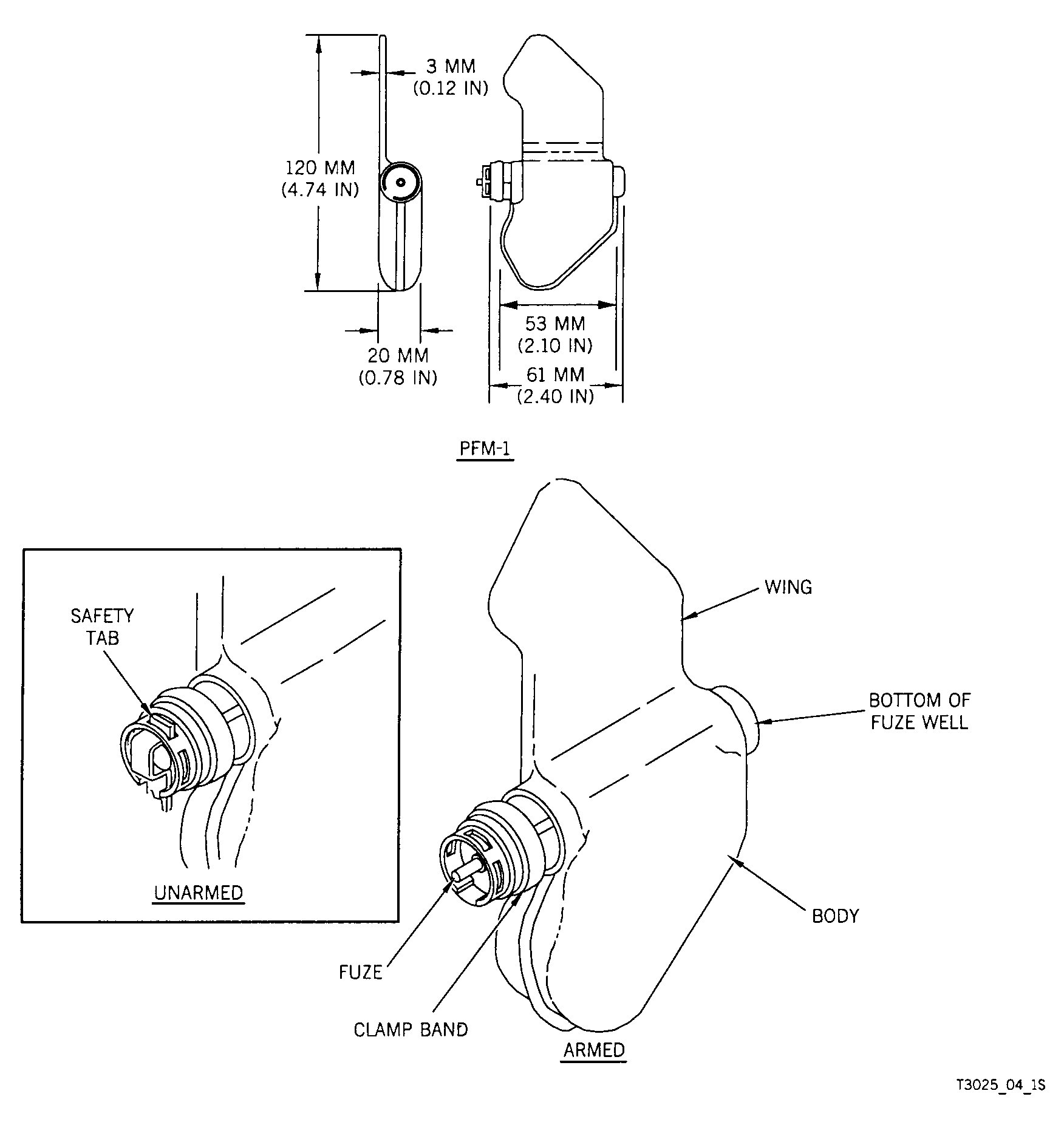
Схема ПФМ-1

Міна існує в двох варіантах: ПФМ-1 та ПФМ-1С. Перший варіант міни не має пристрою самоліквідації, другий забезпечений пристроєм, що забезпечує самоліквідацію міни підривом після закінчення 1-40 годин із моменту установки (час самоліквідації залежить від температури навколишнього повітря). Зовні ці два різновиди міни відрізняються лише тим, що на крилі міни ПФМ-1С нанесена літера «С».
Міна може встановлюватися у ґрунт тільки засобами дистанційного мінування.
Ураження людини при вибуху міни завдається за рахунок руйнування нижньої частини ноги. Вибух проводиться в момент наступання ногою на датчик цілі (датчиком цілі є частина міни, протилежна крилу-стабілізатору).
У даний час випуск міни — припинено.
Міна широко застосовувалася в Афганській війні. Через незвичну форму пластикового корпусу діти нерідко сприймали міну як іграшку й отримували серйозні поранення або гинули. Завдяки антирадянській пропаганді серед афганського населення набула поширення теорія, що ПФМ-1 була спеціально спроєктована, щоб приваблювати дітей, насправді форма міни просто обумовлена аеродинамікою.

## Технічні характеристики
- Корпус — поліетилен
- Маса — 80 грамів
- Маса вибухової речовини (ВС-6Д) — 37 грамів
- Довжина — 11,9 см
- Ширина — 6,4 см
- Товщина — 2 см
- Площа датчика цілі — 34,1 см²
- Чутливість — 5-25 кг
- Час дальнього взведення — 1-10 хвилин
- Час бойової роботи — 1-40 годин
- Температурний діапазон застосування — від −20 °C до +40 °C
- Кількість мін у касеті — 64 шт
- Спосіб установки — ПКМ, ВСМ-1, УМЗ, РСЗВ, АСМ

## Бойове застосування

### Російсько-українська війна
Під час Війни на сході України російські війська використовують ці міни для створення мінних полів.
29 листопада 2020 року українськими військовими була помічена розвідувально-диверсійна група противника неподалік смт Луганського. Коригування під час заходу розвідувально-диверсійної групи до українських позицій відбувалось із використанням БПЛА «Гранат-1». Злагодженими діями українських військових було зірвано намагання ворожих диверсантів провести мінування позицій українських військ та відмовитися в подальшому від виконання диверсійних заходів. Після вогневого контакту противник відійшов.

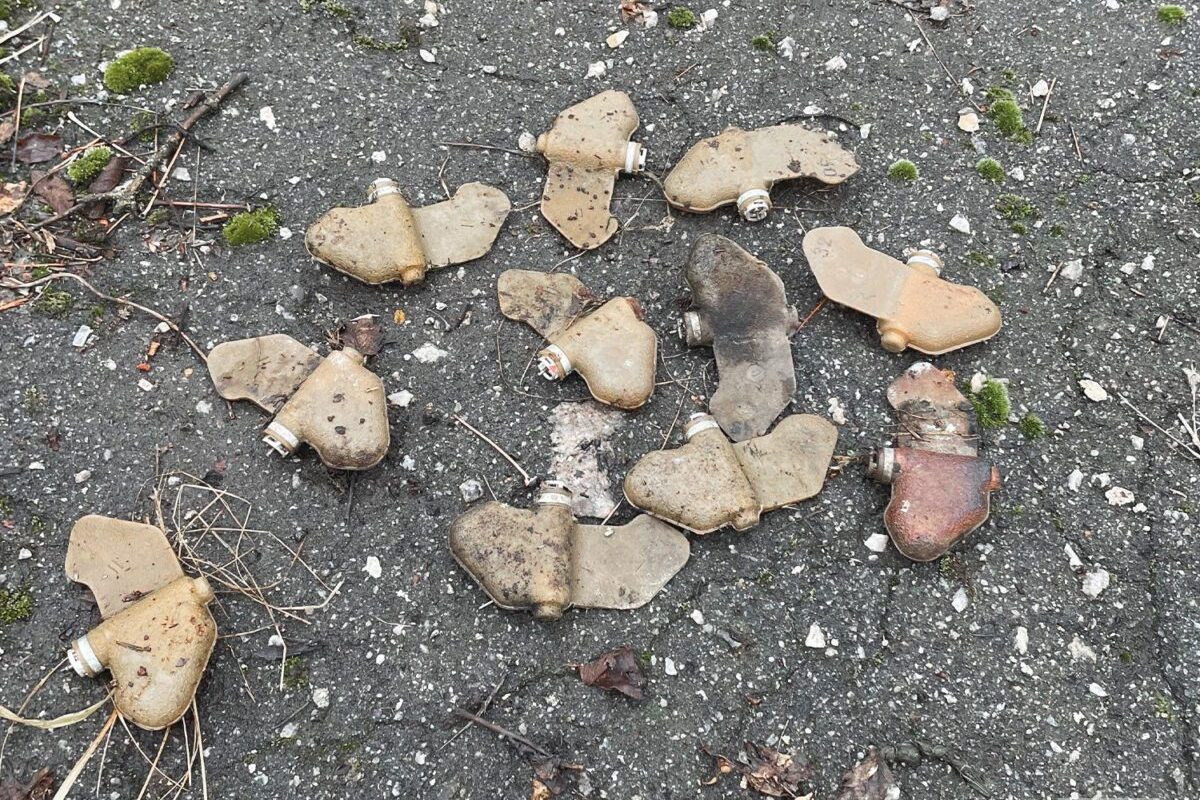

Під час огляду шляху відступу ворожої ДРГ було виявлено засоби мінування російського виробництва, зокрема три МОН-50 та споряджений касетний контейнер типу КСФ-1 з мінами типу ПФМ-1, які заборонені Оттавською конвенцією.
26 лютого 2022 року, росіяни під час атаки на м. Харків використали касетні бомби із забороненими Оттавською конвенцією мінами «Пелюстка» чи «Метелик», повідомила генеральна прокурорка Ірина Венедіктова.
Місцевий депутат повідомив про обстріли 25 травня 2022 року касетними снарядами з мінами села Нововоскресенське у Нововоронцовському районі Херсонської області.
Наприкінці липня 2022 року з окупованих міст України стали надходити повідомлення про розкидані на вулицях міни ПФМ-1С. Збройними силами Російської Федерації було встановлено близько 600 одиниць мін ПФМ-1С на вулицях тимчасово окупованого Донецька. На деяких місцях виявлення мін також залишаються частини від контейнерів для мін ПФМ-1С. Міноборони Великої Британії звинуватило Росію в застосуванні ПФМ-1 і ПФМ-1С в Донецьку і Краматорську.
Під час Слобожанського контрнаступу російським військовим довелось швидко відступати, й на шляху українських військ вони поспіхом розкидали велику кількість мін ПФМ-1. Мінами були засипані шляхи, міста, села та селища. Подекуди контейнери не встигли розкритись, десь вони розкривались на надто малій висоті. Подекуди розміновувати власні ділянки довелось місцевим мешканцям. Інколи міни при падінні чіплялись за гілки дерев, й тому навіть після розмінування землі через деякий час вони падали з дерев й на них підривались місцеві мешканці.

## На озброєнні
Росія — точна кількість невідома.
 Україна — 6 млн (станом на 2011 рік), 3,2 млн (станом на 2018 рік). Станом на травень 2020 всього було ліквідовано 3 млн мін.